# Mouvement Amal
Pour les articles homonymes, voir Amal.
Amal (en arabe : أمل, « espoir »), acronyme de 'afwâju l-muqâwamati l-lubnâniyya (arabe : أفواجُ المقاومةِ اللبنانيّة, « détachements de la résistance libanaise »), est un parti politique et une ancienne milice musulmane chiite durant la guerre civile libanaise, fondé en 1974. Le parti est dirigé par Nabih Berri depuis 1980.
Il a été fondé par Moussa Sader, Mostafa Chamran et Hussein Husseini et l'archevêque catholique Grégoire Haddad, sous le nom de « Mouvement des Démunis »,. 
Le Mouvement Amal est le plus grand parti chiite au Parlement, avec quatorze représentants contre treize pour le Hezbollah. Les deux partis sont membres de l'Alliance du 8-Mars.

## Fondation
En 1974, Moussa Sader, en coopération avec Hussein Husseini, a annoncé la création du Mouvement des Dépossédés, dans le but de réformer et d'améliorer le système politique au Liban. Cette idée remonte à 1969, lorsque Sader appelait à réaliser l'égalité entre toutes les communautés. La communauté chiite était alors la plus pauvre d'entre elles, et a été soumis à une grave négligence de la part du gouvernement libanais en plus de son manque de représentation politique.
Bien qu'il ait été influencé par les idées islamiques et ses liens culturels et sociaux avec le chiisme, le mouvement était laïc et cherchait à unir les Libanais en un seul peuple plutôt que de s'éloigner des affiliations sectaires et des idées idéologiques, et visait à réaliser la justice sociale pour ceux qui en sont privés. L’archevêque catholique Grégoire Haddad fut l’un des fondateurs du mouvement. Cependant, la plupart des membres étaient des chiites et ils constituaient une force décisive contre les familles féodales du sud.

## Historique
Dans les années 1960, les Palestiniens lancent des attaques répétées contre Israël depuis le Liban. Or les Libanais du sud sont les premières victimes des représailles israéliennes.
Les habitants du sud, à majorité chiite, essayent de se réfugier vers le nord du pays mais l'armée libanaise avait déjà installé un « cordon sanitaire » (zone tampon) dans le sud pour assurer la sécurité des habitants du nord. Les chiites se sentent vite marginalisés, ce qui entraine un repli communautaire. En 1974, l'imam Moussa Sader crée le mouvement des dépossédés (harakat al-mahroumin) dont l'objectif est l'émancipation des chiites au Liban. En 1975, trois mois avant le déclenchement de la guerre civile, Moussa Sader déclare « Je dénonce la démission des responsables qui encouragent Israël à se venger et à se promener sur notre terre pure ». Le parti lance un avertissement contre ce qu'il appelle les « fossoyeurs de la patrie » et affirme que « Si l'État ne veut pas défendre la patrie, nous la défendrons ; si la classe dirigeante ne veut pas faire son devoir, nous serons les constructeurs de l'avenir. Nous voulons sauver le pays de ceux qui le volent, le ruinent ou le mènent à sa perte ». Face à la montée des tensions au Liban, le mouvement crée sa propre branche armée. Celui-ci obtiendra tout d'abord une aide logistique, militaire et économique provenant du Shah d'Iran, puis de la République islamique dans un second temps.
Moussa Sader refuse l'usage de la force pour résoudre les problèmes du Liban et n'implique pas la milice dans les combats. Le 31 août 1978, Moussa Sader disparaît lors d'une visite officielle en Libye. Hussein Husseini, alors député, prend la tête du mouvement pour une courte période avant de céder la place à Nabih Berri, qui reste le chef d'Amal jusqu'à aujourd'hui. Berri s'allie à la Syrie et engage la milice dans la guerre civile.
Après l'invasion du Liban par Israël en 1982, Nabih Berri accepte de représenter les chiites au sein du Comité de salut national créé par le président Elias Sarkis pour négocier avec les États-Unis et Israël. Sa position provoque une scission au sein d’Amal : son numéro deux Hussein Al-Moussaoui fait défection et se rend à Baalbek où il crée Amal islamique, qui prendra part en 1984 à la fondation du Hezbollah. Amal s’allie par ailleurs au Parti socialiste progressiste (PSP), représentant la communauté druze, en juillet 1983 avec qui il forme un Front de Salut National. Ils assiègent alors les Forces libanaises à Beyrouth en septembre 1983 et reprennent le contrôle de Beyrouth-Ouest en février 1984.
Amal s'est affrontée brutalement au Hezbollah à la fin 1988 à Beyrouth. Ses effectifs sont évalués à 20 000 militants. La milice Amal dispose d'un camp d'entraînement à Baalbek et un à Burj al-Barajinah. Quelques groupes d'Amal auraient été entraînés en Crimée (URSS)[réf. nécessaire]. Elle se divise en trois zones territoriales : le Sud-Liban, la Plaine de la Bekaa et Beyrouth.
Après de nombreuses années d'activité réduite, qui ont permis au Hezbollah de développer sa présence au Sud-Liban, Amal a repris des activités violentes à la fin 1996. En janvier 1998, son unité de combat, le Régiment Shahir Mohammed Sa'ad a grièvement blessé Samir Raslan, chef des services de renseignements de l'Armée du Sud-Liban, par un attentat à la bombe.
Ce mouvement s'est déclaré solidaire du Hezbollah durant le conflit israélo-libanais de 2006. Comme le montre Levy-Tadjine (2008), le mouvement Amal est aujourd'hui obligé d'user d'une tactique dialectique vis-à-vis du Hezbollah dont l'aura s'est accrue depuis la guerre de l'été 2006. Les deux partis sont alliés au niveau national, ce qui n'empêche pas une rivalité parfois forte au niveau local et des affrontements entre jeunes des deux camps (notamment sur le campus de l'Université libanaise) ne sont pas rares.
Actuellement, Amal possède un important bloc de députés au parlement libanais et Berri est le président du parlement. Bien que n'étant pas membre du mouvement Amal, le ministre de la santé, Mohammed Jawad Khalifé, est affilié au mouvement et a été désigné par Nabih Berri.
Selon des télégrammes de la diplomatie américaine révélés par WikiLeaks, Nabih Berri reçoit de l’Iran 400 000 dollars américains par mois, le mouvement Amal dément.
Bien que majoritairement chiite, le mouvement Amal comporte aussi des députés chrétiens, sunnites et druzes.

## Guerre civile libanaise

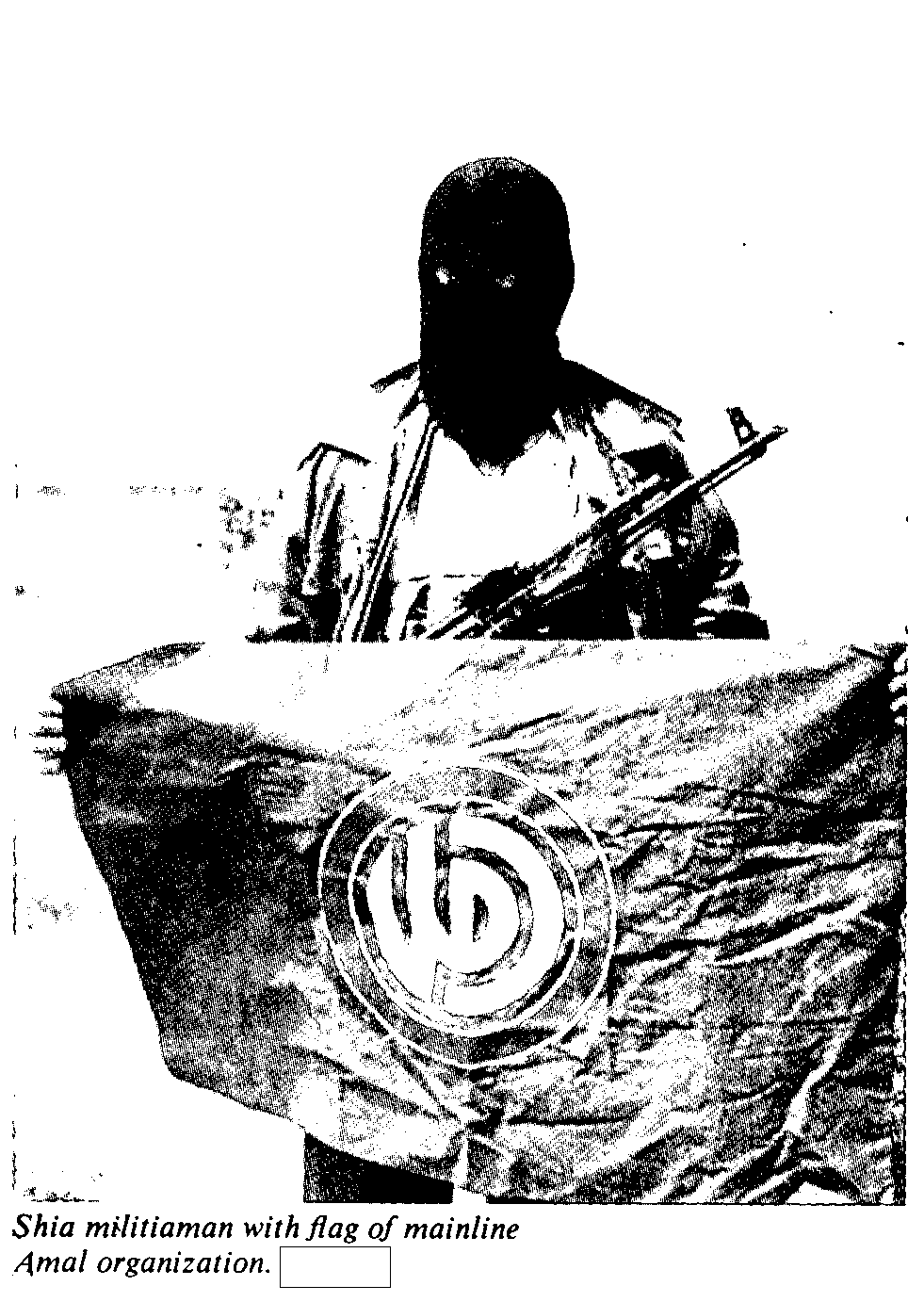
Un combattant du mouvement Amal pendant la guerre civile libanaise, portant le drapeau du mouvement.

Le Mouvement Amal avait pour branche armée les Régiments de la résistance libanaise.

### Guerre des camps
La guerre des camps était une série de batailles controversées survenues au milieu des années 1980 entre Amal et des groupes de l'OLP. Le Parti socialiste progressiste (PSP), d’orientation druze, les gauchistes ainsi que le Hezbollah ont soutenu les Palestiniens de l'OLP, tandis que le gouvernement syrien et les Palestiniens du FPSN ont soutenu Amal.

### Conflit au Sud-Liban
Le Mouvement Amal a activement participé à la lutte contre l'Armée du Liban Sud et contre son allié israélien.
En mai 1994, des commandos israéliens ont kidnappé un dirigeant d'Amal, Mustafa al-Dirani, et en juin, une frappe aérienne israélienne contre un camp d'entraînement a tué 30 à 45 cadets du Hezbollah. Le Hezbollah a riposté en tirant quatre roquettes Katyusha sur le nord d'Israël.
Malgré l'ordre de désarmement, les unités de guérilla d'Amal dans le sud sont restées sur place jusqu'au retrait définitif d'Israël en mai 2000 et à l'effondrement ultérieur de la « ceinture de sécurité ». L’une de leurs dernières opérations importantes a été l’ embuscade d’Ansariya le 15 septembre 1997, où les commandos d’Amal sous le commandement du Hezbollah ont réussi à tendre une embuscade à un commando naval israélien Shayetet 13.

### Guerre des frères
Le 17 février 1988, le colonel William R. Higgins, chef américain du groupe d'observateurs de l'Organisation des Nations unies pour la supervision de la trêve (ONUST) au Liban, a été enlevé de son véhicule de l'ONU entre Tyr et Nakoura après une réunion avec Abd al-Majid Saleh, l'homme d'Amal. leader politique du sud du Liban. Il est vite devenu « clair que Cheikh al-Moussaoui , le commandant de la Résistance islamique du Hezbollah, était personnellement responsable de l'enlèvement du lieutenant-colonel Higgins, en étroite coopération avec Cheikh Abdul Karim Obeid, le commandant local de la branche militaire du Hezbollah, et Moustapha al-Dirani, l'ancien chef des services de sécurité d'Amal. » Ceci est considéré comme un défi direct d'Amal par le Hezbollah, et Amal répond en lançant une offensive contre le Hezbollah dans le sud où il « remporte des victoires militaires décisives… conduisant à l'expulsion d'un certain nombre de membres du clergé du Hezbollah vers la Beqqa ». ". Toutefois, dans la banlieue sud de Beyrouth, où les combats ont également fait rage, le Hezbollah a obtenu beaucoup plus de succès. « Des éléments au sein du Hezbollah et des Pasdaran iraniens ont établi un commandement conjoint pour assassiner des responsables de haut rang d'Amal et mener des opérations contre les points de contrôle et les centres d'Amal. » 
En mai, Amal avait subi des pertes importantes, ses membres faisaient défection vers le Hezbollah et en juin, la Syrie devait intervenir militairement pour sauver Amal de la défaite. En janvier 1989, une trêve dans les combats « féroces » entre le Hezbollah et Amal a été arrangée grâce à l'intervention syrienne et iranienne. "En vertu de cet accord, l'autorité d'Amal sur la sécurité du sud du Liban [est] reconnue tandis que le Hezbollah [est] autorisé à maintenir uniquement une présence non militaire à travers des programmes politiques, culturels et informationnels."

## Amal après la guerre
Amal était un fervent partisan de la Syrie après 1990 et soutenait la présence militaire syrienne au Liban. Après l'assassinat de Rafic Hariri en 2005, Amal s'est opposée au retrait syrien et n'a pas participé à la Révolution du Cèdre.
Historiquement de gauche, Amal s'oriente plus à droite après la guerre civile avec le retour au Liban de chiites ayant fait fortune à l'étranger, notamment en Afrique. Du « parti des déshérités » de l’imam Moussa Sadr, Amal devient le parti de la nouvelle bourgeoisie chiite, tandis que les déshérités passent au Hezbollah.
Depuis 1992, le parti est représenté au parlement libanais et au gouvernement. Les ennemis d'Amal lui reprochent souvent la corruption de ses dirigeants semi-majoritaires. Nabih Berri a été élu président du Parlement en 1992, 1996, 2000, 2005, 2009 et 2016. À la suite des élections générales libanaises de 2018, Amal a eu 17 représentants au Parlement libanais, qui compte 128 sièges. Cela représente une augmentation par rapport aux 13 représentants aux élections de 2009, 14 aux élections de 2005, 10 aux élections de 2000, 8 aux élections de 1996 et 5 aux élections de 1992.
Selon les responsables d'Amal, les militants du parti « ont été impliqués dans toutes les batailles majeures depuis le début des combats » pendant la guerre du Liban en 2006, et au moins 8 de ses membres auraient été tués.
La branche militaire d'Amal a commencé à participer aux affrontements frontaliers israélo-libanais de 2023 en novembre en lançant des frappes sur les casernes militaires israéliennes, l'un de ses membres a été tué plus tard par le bombardement israélien de la ville de Rab Thalathine.

## Députés notables du bloc de Berri
- Ali Hussein Abdallah
- Ayoub Hmayed
- Yassine Jaber qui n'est pas membre de Amal
- Ali Hassan Khalil
- Anouar el-Khalil
- Talal Sahili
- Ghazi Zeaiter
- Inaya Ezzeddine.

## Éléments de bibliographie et de mise en perspective
- Thierry LEVY-TADJINE, 2008, Témoin au Liban avec le Hezbollah, L'Harmattan, Paris,  (ISBN 978-2-296-06619-9).